# 芥末樂團
芥末樂團（Mustard）成立於1997年，主要樂團成員為主唱大姐正芬（賴心瑩）、鼓手江爆（江力軍）、貝斯手曉曉（楊宜曉）、吉他手兼團長小戴（戴建宇），於1999年發行首張樂團專輯「同名專輯」，由水晶唱片發行。
芥末樂團曾參與春天吶喊、野台開唱等大型音樂活動，以及在台北女巫店、地下社會、河岸留言、聖界、Vibe、The Wall、Hard Rock敦北店等Live House表演，樂團風格以輕柔、詼諧、活力搖滾曲風而具有其獨特性。

## 音樂作品

### 錄音室專輯
| 年份   | 專輯              | 發行公司 | 歌曲                                                                                             |
| 1999年 | 芥末樂團 同名專輯 | 水晶唱片 | 1. 莊美麗 2. 是非 3. 深夜 4. 我的冷漠 5. 濁情 6. 封印 7. 有你的快樂 8. 同居 9. 不追你了 10. 狼狽 |

### 單曲合輯
| 年份   | 專輯                   | 發行公司 | 歌曲                                                                |
| 1999年 | 台大椰風搖滾 同名專輯  | 水晶唱片 | 1. 是非 2. 是非（女巫店 unplugged） 3. 同居（女巫店 unplugged）     |
| 2000年 | 滾石可樂 我的第一張MP3 | 滾石唱片 | 1. 是非（強力錄音室 Live 錄音版） 2. 濁情（強力錄音室 Live 錄音版） |
| 2000年 | 搖滾客復刊1號 雙CD     | 水晶唱片 | 1. 莊美麗                                                           |

### ＭＶ音樂錄影帶
- 第一主打歌曲：是非 （页面存档备份，存于）
- 第二主打歌曲：莊美麗 （页面存档备份，存于）

## 獲獎
| 年份   | 獎項 |
| 1999年 | - 第十六屆 全國大專創作歌謠大賽 第三名、最佳演唱獎、最佳作詞獎 ♪ 得獎作品：是非 編曲：芥末樂團 詞/曲：大姐正芬 |

## 其他資料
- 芥末樂團：專輯資料與新聞報導 （页面存档备份，存于）

## 外部連結
- 台灣百科全書 （页面存档备份，存于）
- 娛樂頻道[]
- PTT影音娛樂區 （页面存档备份，存于）
- 獨立音樂創作人支持媒體公共化聯合聲明稿 （页面存档备份，存于）
- 女巫店 時光隧道 （页面存档备份，存于）